# سياران وليامز
سياران وليامز (بالإنجليزية: Ciaran Williams)‏ هو  لاعب كرة يد بريطاني، ولد في 22 ديسمبر 1987.

## وصلات خارجية
- سياران وليامز على موقع أوليمبيديا (الإنجليزية)
- سياران وليامز على موقع اللجنة الأولمبية البريطانية (الإنجليزية)